# Коваленко, Владимир Петрович
Коваленко Владимир Петрович (род. 25 февраля 1954, Кривой Рог, Днепропетровская область) — советский учёный в области приборостроения. Лауреат Государственной премии СССР в области науки и техники (1984).

## Биография
Родился 25 февраля 1954 года в городе Кривой Рог Днепропетровской области Украинской ССР.
В 1977 году окончил Одесский политехнический институт.
С 1977 года — ведущий конструктор на Минском заводе[уточнить].

## Научная деятельность
Специалист в области приборостроения. Автор научных трудов. Участвовал в научных выставках и конгрессах. Занимался разработкой современных приборов для народного хозяйства.

## Награды
- Государственная премия СССР в области науки и техники (1984);
- Орден «Знак Почёта».